# Tortula demawendica
Tortula demawendica là một loài rêu trong họ Pottiaceae. Loài này được Schiffner mô tả khoa học đầu tiên năm 1908.